# Castelo de Llansteffan

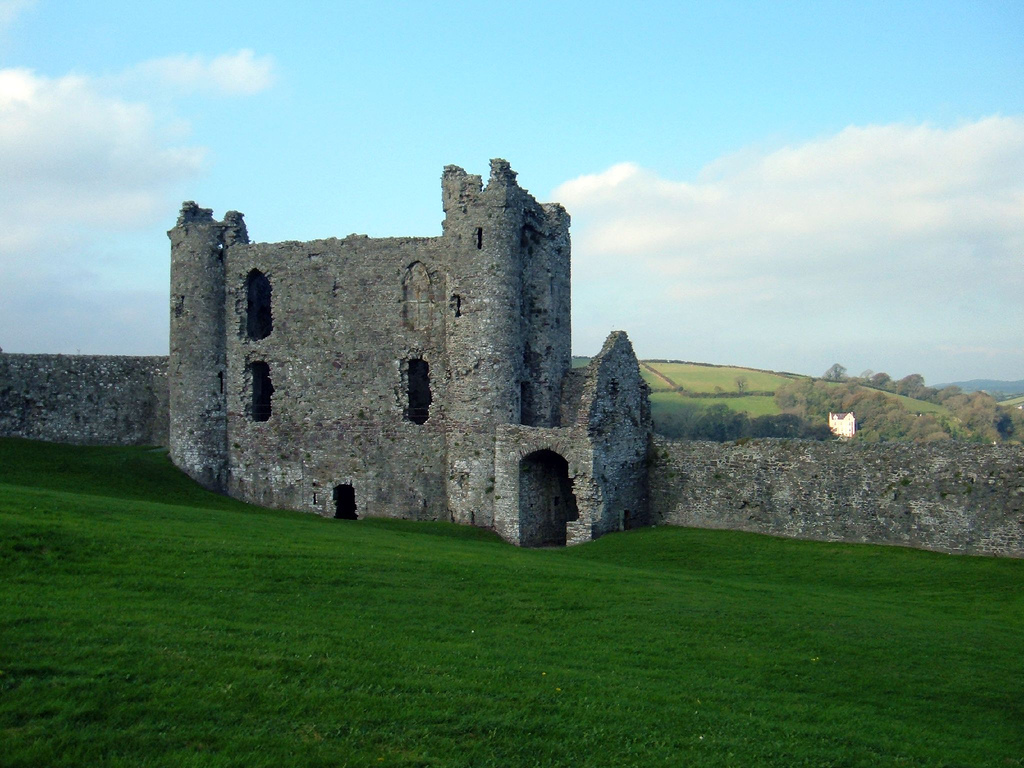
Castelo de Llansteffan, País de Gales.

O Castelo de Llansteffan (em língua inglesa Llansteffan Castle) é um castelo atualmente em ruínas localizado em Llansteffan, Carmarthenshire, País de Gales. 
Encontra-se classificado no grau "I" do "listed building" desde 30 de novembro de 1966.